# Silvio Alejandro Martínez
Silvio Alejandro Martínez (González Catán, 16 aprile 1997) è un calciatore argentino, attaccante del Cuiabá.

## Caratteristiche tecniche
È un'ala sinistra.

## Carriera
Cresciuto nel settore giovanile dell'Atlas, trascorre i primi anni di carriera nelle divisioni inferiori del calcio argentino; nel 2021 viene acquistato dal Central Córdoba (SdE) ed il 24 luglio debutta in Primera División giocando l'incontro perso 1-0 contro il San Lorenzo.

## Palmarès

### Club

#### Competizioni statali
- Campeonato Cearense: 1

Ceara: 2025